# Família (álbum de Regis Danese)
Família é o quinto álbum de Regis Danese, sendo o último pela Line Records, tratando a família como temática principal. O trabalho foi indicado a várias categorias no Troféu Promessas, e foi certificado como disco de platina pela ABPD.

## Lista de faixas
| N.º            | Título                                           | Duração |  |
| 1.             | "Família"                                        | 5:26    |  |
| 2.             | "Ressuscita o Meu Sonho"                         | 6:38    |  |
| 3.             | "Eu e Minha Casa"                                | 4:05    |  |
| 4.             | "Oração da Família"                              | 5:38    |  |
| 5.             | "Eu Tenho Fé"                                    | 4:50    |  |
| 6.             | "Esperarei por Tua Promessa"                     | 3:36    |  |
| 7.             | "Bem Aventurado"                                 | 9:08    |  |
| 8.             | "Meu Abrigo"                                     | 4:56    |  |
| 9.             | "Deus Forte, Poderoso"                           | 3:23    |  |
| 10.            | "Dupla Honra" (com participação de Kelly Danese) | 5:50    |  |
| 11.            | "Creio Sim"                                      | 4:34    |  |
| 12.            | "Celebrai"                                       | 3:14    |  |
| 13.            | "Não Abro Mão dos Meus Sonhos"                   | 4:12    |  |
| 14.            | "Perto de Ti"                                    | 4:37    |  |
| 15.            | "Família" (faixa bônus)                          | 5:27    |  |
| Duração total: | Duração total:                                   | 72:54   |  |